# Климентово (Одесская область)
Климентово (укр. Климентове) — село, относится к Подольскому району Одесской области Украины.
Население по переписи 2001 года составляло 274 человека. Почтовый индекс — 66330. Телефонный код — 4862. Занимает площадь 0,65 км². Код КОАТУУ — 5122983001.

## Местный совет
66330, Одесская обл., Подольский район, с. Климентово